# Irmgard Keun

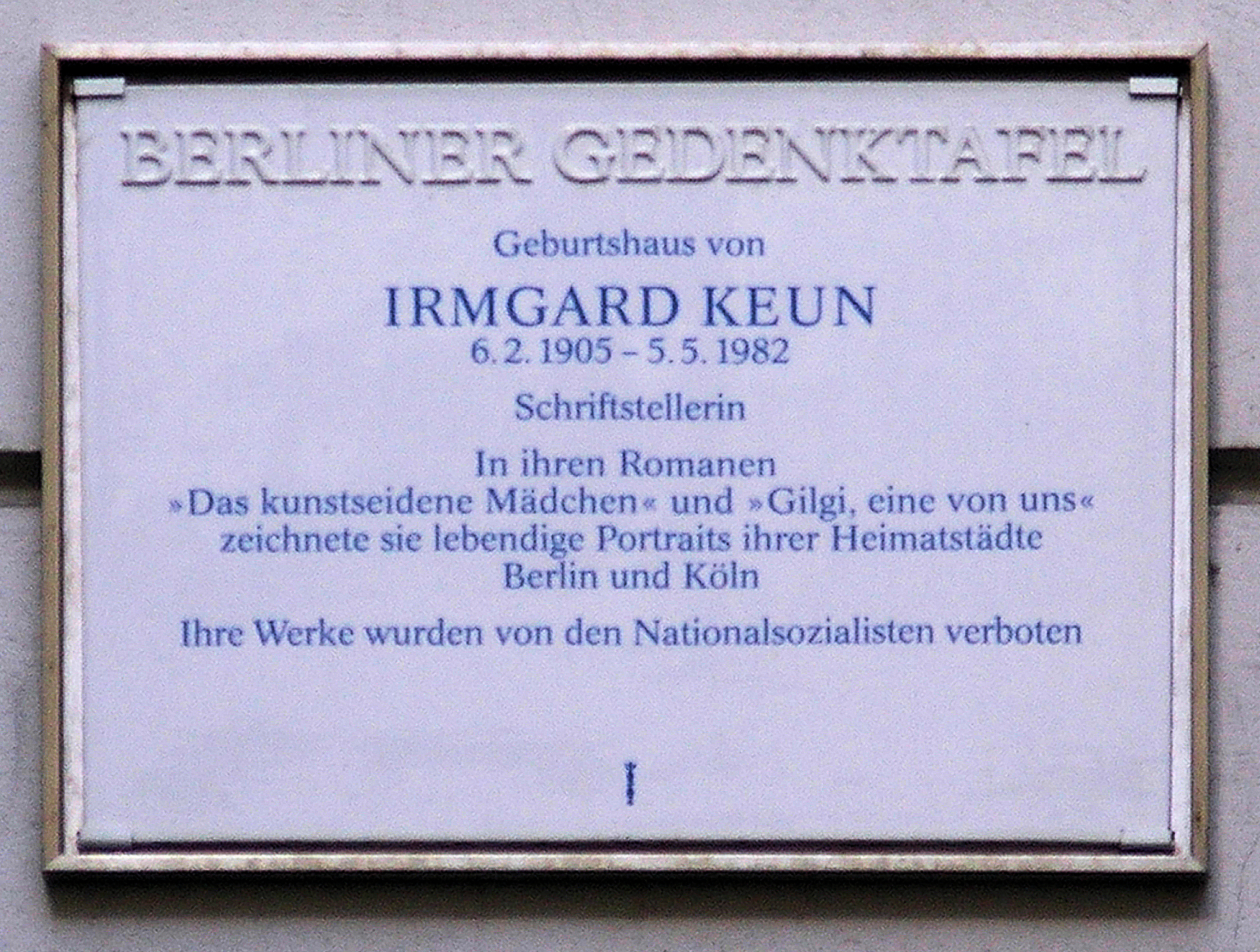
Tablica pamiątkowa Irmgard Keun na Meinekestrasse 6 w Berlinie

Irmgard Keun (ur. 6 lutego 1905 w Charlottenburgu, zm. 5 maja 1982 w Kolonii) – niemiecka pisarka.

## Życiorys
W dzieciństwie mieszkała w Berlinie z rodzicami i bratem. W tym okresie rodzina często się przeprowadzała, dopóki w roku 1913 nie przeniosła się do Kolonii. W 1921 roku ukończyła ewangelickie Liceum Dla Dziewcząt Teschner, następnie uczęszczała do szkoły handlowej w Harzu oraz do szkoły językowej, gdzie brała prywatne lekcje ze stenografii oraz pisania na maszynie. Później pracowała jako stenotypistka. W latach 1925–1927 uczyła się w szkole aktorskiej w Kolonii. Uzyskała potem angaże w Greifswaldzie i Hamburgu. Nie odnosząc jednak większych sukcesów w tej dziedzinie, w roku 1929 zakończyła karierę i za namową Alfreda Döblina zajęła się pisarstwem. W późniejszym okresie była wspierana również przez Kurta Tucholsky’ego. W roku 1932 poślubiła pisarza i reżysera Johannesa Tralowa, z którym rozwiodła się po pięciu latach.
W 1931 roku ukazała się pierwsza powieść Keun Lili – jedna z nas… (niem. Gilgi, eine von uns), która przyniosła jej rozgłos. Rok później kolejna książka Doris, dziewczynka ze sztucznego jedwabiu (niem. Das kunstseidene Mädchen) szybko stała się bestsellerem. Wobec tej książki pojawiły się zarzuty, jakoby miała być plagiatem wydanej w roku 1931 powieści Karriere Roberta Neumanna. W wyniku tych kontrowersji Tucholsky cofnął swoją protekcję dla autorki. Sam Neumann zdystansował się do tych zarzutów w posłowiu do nowego wydania Karierre, które ukazało się w 1966 roku, a winą o wybuch skandalu oskarżył krytyków.
W latach 1933–1934 książki Keun były zakazane. W 1936 roku ostatecznie odrzucono jej podanie o przyjęcie do Izby Piśmiennictwa Rzeszy. Następnie, od 1936 do 1940 roku, przebywała na emigracji w Belgii oraz Holandii. W tym okresie napisała kolejne powieści: Das Mädchen, mit dem die Kinder nicht verkehren durften (1936), Nach Mitternacht (1937), Pospieszny III-ą klasą (1938, niem. D-Zug dritter Klasse) oraz Kind aller Länder (1938), które wydawane były przez niemieckojęzyczne wydawnictwa emigracyjne w Holandii. W tym czasie przyjaźniła się między innymi z Egonem Erwinem Kischem, Hermannem Kestenem, Stefanem Zweigiem, Ernstem Tollerem, Ernstem Weißem i Henrykiem Mannem. W latach 1936–1938 związała się z Josephem Rothem, który miał pozytywny wpływ na jej działalność literacką. Nie tylko pracowali razem, ale też odbyli wspólnie liczne podróże, m.in. do Paryża, Wilna, Warszawy, Wiednia, Salzburga, Brukseli i Amsterdamu. Po wkroczeniu wojsk niemieckich do Holandii podczas Kampanii francuskiej 1940, dzięki opublikowaniu przez dziennik Daily Telegraph fałszywej informacji o jej śmierci, udało jej się wrócić do Niemiec. Przebywała tam nielegalnie pod zmienionym nazwiskiem Charlotte Tralow do zakończenia wojny.
Po wojnie próbowała odbudować utracone kontakty. Spotkała się z Döblinem, a także nawiązała trwającą jeszcze wiele lat korespondencję z Hermannem Kestenem. Pracowała jako dziennikarka, pisała teksty do audycji radiowych, kabaretów oraz felietony, nie udało jej się jednak reaktywować kariery literackiej. Przez pewien czas żyła w skrajnym ubóstwie, mieszkając w szopie na jednej ze zburzonych posesji w Kolonii. Wtedy, mimo pierwotnej niechęci, podjęła pracę u nadawcy radiowo-telewizyjnego Nordwestdeutscher Rundfunk.
W 1950 roku ukazała się jej powieść Ferdinand, der Mann mit dem freundlichen Herzen, która jednak nie przyciągnęła większej uwagi czytelników. Również ponowne wydania jej książek z czasów emigracji zalegały na półkach księgarni.
W 1951 roku Keun urodziła córkę Martinę, jednak nigdy nie wyjawiła, kto był ojcem dziewczynki. Od połowy lat pięćdziesiątych przyjaźniła się z Heinrichem Böllem. Wspólnie stworzyli fikcyjny cykl listów, którym jednak nie zainteresowało się żadne wydawnictwo. W latach sześćdziesiątych ustały publikacje autorki, która popadła w alkoholizm i nędzę. W roku 1966 została ubezwłasnowolniona i skierowana na oddział psychiatryczny szpitala w Bonn, gdzie pozostała do roku 1972. Po opuszczeniu szpitala pozostała w Bonn jeszcze pięć lat, a następnie wróciła do Kolonii. Niespodziewanie po wygłoszonym przez nią wykładzie oraz ukazaniu się artykułu na jej temat w magazynie Stern odrodziło się zainteresowanie jej książkami. Dzięki ponownym publikacjom w 1979 roku polepszyła się jej sytuacja materialna.
Zmarła na raka płuc w 1982 roku. Została pochowana na Cmentarzu Melaten w Kolonii.

## Twórczość
Karierę literacką rozpoczęła powieściami, które w satyryczny sposób ukazywały życie młodych kobiet w końcowej fazie Republiki Weimarskiej. Książki opisują ich starania usamodzielnienia się i potrzebę troszczenia się o własny los. Bohaterki Keun są pewne siebie i zdeterminowane. Patrzą na świat realistycznie i pragną szczęśliwego życia. Brakuje im jednak nie tylko ekonomicznej, ale także emocjonalnej niezależności od mężczyzn.
Irmgard Keun stała się ważną przedstawicielką social realismu w literaturze Republiki Weimarskiej. Jej styl charakteryzuje duża potoczność języka i wzorowanie się na kinie. Po ukazaniu się w 1932 roku Lili – jedna z nas…. Kurt Tucholsky napisał o Keun: „Pisząca kobieta z humorem, patrzcie tylko!”, „To jest talent (…) z tej kobiety może jeszcze coś być.”

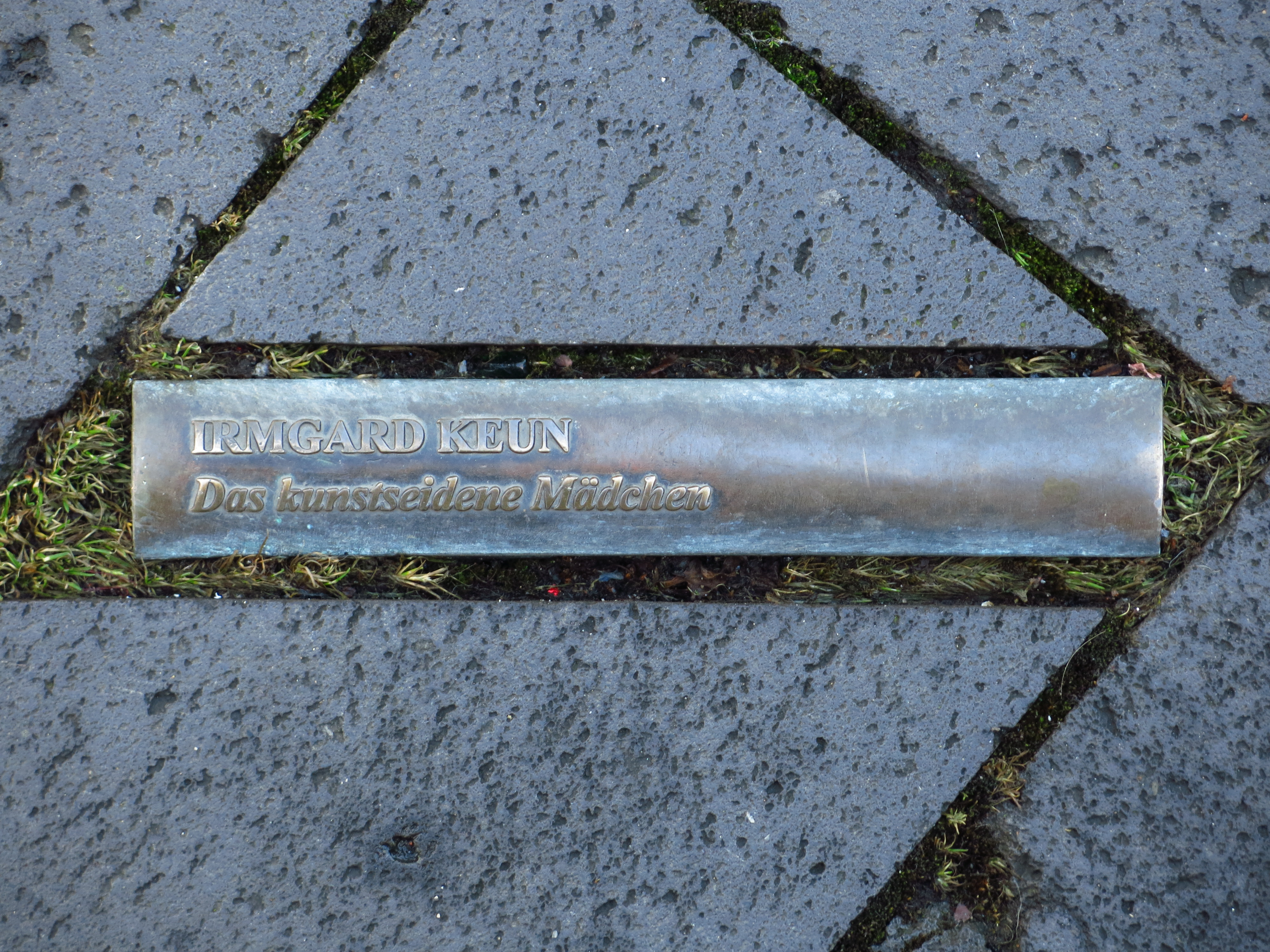
Grzbiet symbolicznej książki „Dziewczynka ze sztucznego jedwabiu” w bruku przed ratuszem w Bonn, upamiętniająca publiczne spalenie książek Keun 10 maja 1933 roku.

Po dojściu nacjonalistów do władzy książki Lili – jedna z nas… i Doris, dziewczynka ze sztucznego jedwabiu znalazły się na czarnej liście jako „asfaltowa literatura o tendencji antyniemieckiej”. W późniejszych pracach opisywała realia narodowego socjalizmu oraz życia na emigracji.

## Nagrody
- 1981 – Nagroda im. Marieluise Fleißer – niemiecka nagroda literacka przyznawana przez miasto Ingolstadt (Irmgard Keun otrzymała ją jako pierwsza).

## Publikacje
- 1931: Lili – jedna z nas (Gilgi, eine von uns. Roman[7]), polskie wydania: 1933[8], 1938[9], 1993[10]
- 1932: Doris, dziewczynka ze sztucznego jedwabiu (Das kunstseidene Mädchen[11]), polskie wydanie: 1934[12]
- 1936: Das Mädchen, mit dem die Kinder nicht verkehren durften[13].
- 1937: Nach Mitternacht[14].
- 1938: Pospieszny III-ą klasą (D-Zug dritter Klasse[15]), polskie wydanie: 1939[16]
- 1938: Kind aller Länder[15]
- 1947: Bilder und Gedichte aus der Emigration
- 1949: Nur noch Frauen…
- 1950: Ferdinand, der Mann mit dem freundlichen Herzen[17].
- 1951: Scherzartikel
- 1954: Wenn wir alle gut wären
- 1962: Blühende Neurosen
- 1988: Ich lebe in einem wilden Wirbel, Briefe an Arnold Strauss, 1933–1947

## Ekranizacje
- 1932 Paramount, Paryż: Eine von uns, reżyseria: Johannes Meyer; scenariusz: Irma von Cube; odtwórcy: Brigitte Helm, Gustav Dießl, Ernst Busch.
- 1959 Berlin: Das kunstseidene Mädchen, reżyseria: Julien Duvivier; scenariusz: Robert Adolf Stemmle, René Barjaval, Julien Duvivier; odtwórcy: Giulietta Masina, Gert Fröbe, Gustav Knuth, Ingrid van Bergen.
- 1981 Berlin: Nach Mitternacht, reżyseria: Wolf Gremm; scenariusz: Wolf Gremm, Annette Regnier; odtwórcy: Désirée Nosbusch, Wolfgang Jörg, Nicole Heesters, Hermann Lause oraz sama Irmgard Keun